# Select Sport

Select Sport (SELECT sport A/S) är en dansk tillverkare av fotbollar för fotboll, futsal och handboll samt annan idrottsutrustning (bl.a. målvaktshandskar, skor, kläder). Huvudkontoret ligger i Glostrup.
Select grundades 1947 av den danska landslagsmålvakten Eigil Nielsen. Vid sidan av fotbollsspelandet arbetade han i sko- och läderbranschen där han skapade den första Select-bollen. 1951 blev bolaget leverantörer till Danmarks fotbollsförbund (Dansk Boldspil Union) 1957 blev Select officiell leverantör till Danmarks handbollsförbund. 
Select och Eigil Nielsen införde flera innovationer. 1951 lanserades den första fotbollen utan yttre stygn. 1962 lanserade bolaget den första fotbollen med 32 ihopsydda delar bestående av 12 svarta pentagoner och 20 vita hexagoner. Bollen blev stilbildande och den dominerande designen i årtionden. 1965 lanserades den första vattentäta bollen.
Bollarna tillverkas i Pakistan.